# ジャクソンホール会議
ジャクソンホール会議（またはジャクソンホール経済シンポジウム、英: Jackson Hole Economic Symposium）は、アメリカのカンザスシティー連邦準備銀行がアメリカ西部ワイオミング州のジャクソンホールで、毎年夏に開く金融・経済シンポジウム。
カンザスシティ連銀の主催で1978年に始まった。1982年からジャクソンホールで開かれるようになった。
アメリカの連邦準備制度理事会（FRB）議長など各国中央銀行の要人や経済学者らが出席し、その他ユーロ圏、イギリス、カナダ、日本など主要な国の中央銀行総裁や幹部、経済学者、著名なエコノミスト、証券会社幹部が参加している。